# Tanystylum thermophilum
Tanystylum thermophilum is een zeespin uit de familie Ammotheidae. De soort behoort tot het geslacht Tanystylum. Tanystylum thermophilum werd in 1946 voor het eerst wetenschappelijk beschreven door Barnard. 